# Länsväg 135
Länsväg 135 går mellan Gamleby och Bränntorp vid riksväg 34 ett stycke söder om Kisa. Sträckan ligger i Kalmar och Östergötlands län. Längden är 44 km.

## Anslutningar
Vägen ansluter till:
- E22 i Gamleby.
- Riksväg 34 i Bränntorp söder om Kisa.

## Historia
Väg 135 infördes på 1940-talet på sträckan från Gamleby till Kisa, hela vägen centrum till centrum, där anslutande huvudvägar då gick. En förkortning skedde omkring 1970 då en ny anslutning till väg 34 byggdes när den vägen nybyggdes på en längre sträcka söder om Kisa.
Sträckan Horn-Gamleby följer väsentligen samma väg som fanns på 1950-talet, medan Bränntorp-Horn är nyare, från cirka 1970. En förbifart har byggts vid Odensviholm, kurvrätning har skett vid sjön Rummen och en förbifart har byggts vid Stångeland.